# Костерино (Ярославская область)
Косте́рино — деревня в Волжском сельском округе Волжского сельского поселения Рыбинского района Ярославской области .
Деревня расположена на юго-восток от города Рыбинск, на юго-восток от станции Торопово железной дороги Рыбинск—Ярославль. Это последняя деревня Волжского поселения по направлению железной дороги, далее в сторону от Рыбинска находятся населённые пункты Октябрьского сельского поселения. На северо-запад от деревни по другую сторону железной дороги находится деревня Торопово .
На 1 января 2007 года в деревне не числилось постоянных жителей . Почтовое отделение Ермаково—Первое  обслуживает в деревне 
Костерино 7 домов .